# Lakhdaria
Lakhdaria (în arabă الأخضرية) este o comună din provincia Bouira, Algeria.
Populația comunei este de 59.746 locuitori (2008).